# David De Costa
David De Costa (1976) è un ex sciatore alpino sloveno.

## Biografia
De Costa, specialista delle prove tecniche, debuttò in campo internazionale in occasione dei Mondiali juniores di Monte Campione/Colere 1993; due anni dopo, nella rassegna iridata giovanile di Voss 1995, vinse la medaglia di bronzo nella combinata. Prese per l'ultima volta il via in Coppa Europa il 10 gennaio 1998 a Donnersbachwald in slalom speciale, senza completare la prova, e si ritirò all'inizio della stagione 1998-1999: la sua ultima gara fu uno slalom speciale universitario disputato il 4 dicembre a Feichten/Kaunertal. Non debuttò in Coppa del Mondo né prese parte a rassegne olimpiche o iridate

## Palmarès

### Mondiali juniores
- 1 medaglia:
  - 1 bronzo (combinata a Voss 1995)